# Erlendur af Færøerne
Erlendur af Færøerne (født Erlend i eller nær Bergen, officielt død 13. juni 1308 i Bergen) var en katolsk præst. Han var biskop i Kirkjubøur bispedømme på Færøerne fra 1269 til 1308. Erlendur var domherre og lærer i Bergen, og blev den 25 januar 1269 i Nidarosdomen viet til at være  biskop af Færøerne. Han var både kirkelig og politisk en betydningsfuld person på Færøerne og i Norge. Han styrkede kirkens magt i sine forsøg på at binde Færøerne tættere til Norge både gejstligt og verdsligt. Han var f.eks. en af de syv biskopper, der den 25. juli 1280 i Bergen deltog i kroningen af Erik Præstehader.
Erlendurs hovedsæde var i Kirkjubøargarður, lige ved domkirken Olavskirken. Han påbegyndte senere bygningen af den gotiske Magnuskatedralen, også beliggende i Kirkjubøur, men den blev formodentlig aldrig bygget færdig. Erlendur er med  stor sandsynlighed den som skrev Færøernes ældste bevarede dokument, Fårebrevet (Seyðabrævið), i 1298. 
Brevet omhandler landbrugsbestemmelserne for Færøerne, og er også en vigtig kilde til forståelsen af middelalderens betalingssystemer. Desuden er Fårebrevet en vigtig kilde for at mange færøske bygder kan aldersbestemmes som ældre end år 1298. Mange af Fårebrevets bestemmelser har vært gældende helt op til nutiden. Juridisk var det et supplement til den norske yngre gulatingslov (landslov) fra 1274 af Magnus Lagabøte.
Under Erlendurs tid som biskop blev kirkens ejendomme udvidet som f.eks. bygningen i 1300 af Magnuskatedralen i Kirkjubøur, der går under betegnelsen Múrurin (Muren) og som endnu henligger som et ufuldendt bygningsværk. Samtlige bønder i landet blev pålagt en stor ekstraskat og tvangsarbejde på grund af kirkebyggeriet, hvilket førte til det oprør mod kirkens magt.  
Biskop Erlendur dør den 13.juni 1308 i Bergen efter at have været borte fra sin kirke i 3 år, og måske afskediget af af Håkon 5. Magnusson efter krav fra færingerne. Efter hans ønske sejles hans lig til Kirkjubøur og gravlægges der.
1420 graver den tyskfødte færøske biskop Jon den Tyske og to præster Erlendurs jordiske rester op og renser knoglerne med henblik på en kanonisering, men den afvises af paven i Rom. Nogle forskere mener at Jon den Tyske lader bygge et kapel i tilknytning til den nuværende sognekirke, og her kommer Erlendurs jordiske rester til at ligge, indtil kapellet mange år senere  styrtede i havet. 

## Ekstern henvisning
- Biskop Erlendur Arkiveret 6. januar 2009 hos  Wayback Machine på patursson.com